# Антре (цирк)
Антре́ (від фр. entrée — вхід, вступ, вихід на сцену) — різновид циркової драматургії, сюжетна, розмовна чи пантомімічна сценка, виконувана клоунами. Має зав'язану кульмінацію і розв'язку. Зміст клоунського антре частіше розкривається дією (яким-небудь основним трюком), а не словом. Завершується здебільшого ударним смисловим і водночас комічно непередбаченим фіналом.
Як цирковий термін утвердився у 1880-х роках, коли вже склався творчий дует «білого і рудого» клоунів. У сучасному цирку під антре розуміють клоунський номер, що може включати репризи на злободену тему, ексцентричні та буфонадні трюки, елементи пародії і пантоміми.